# Уилям Пауъл
Уилям Пауъл (на английски: William Powell), е американски филмов и театрален актьор, роден през 1892 година, починал през 1984 година. 

## Биография
Роден е като Уилям Хорацио Пауъл на 29 юли 1892 година в Питсбърг, Пенсилвания. Той е единствено дете на Нети Манила (моминско Брейди) и Хорацио Уорън Пауъл. Баща му е роден в Уест Мидълесекс, Пенсилвания, където малкият Уилям прекарва летните ваканции. През 1907 година, семейството се мести в Канзас Сити, щат Мисури, където през 1910 година Уилям завършва гимназия. В Канзас семейството му живее през няколко жилищни блока от семейство Карпентърс, чиято дъщеря Харлийн, ще се превърне в холивудската звезда Джийн Харлоу. Двамата обаче се запознават чак когато вече са утвърдени артисти.

## Кариера
Една от големите звезди на холивудското студио Метро-Голдуин-Майер, Пауъл добива голяма популярност с изпълнението на ролята на Ник Чарлс в поредицата филми по славното произведение на Дашиъл Хамет - Кльощавият, където си партнира с Мирна Лой с която ще блестят заедно в 14 произведения. Сред другите му възлови изпълнения са главната роля в носителя на „Оскар“ за най-добър филм „Великият Зигфелд“ (1936), както и филмите „Моят иконом Годфри“ (1936), „Живот с татко“ (1947) и „Господин Робъртс“ (1955), където е в звездната компания на Хенри Фонда, Джеймс Кагни и Джак Лемън. Пауъл е номиниран три пъти за награда „Оскар“ за най-добра мъжка роля.

## Избрана филмография
| Година | Филм                              | Оригинално заглавие    | Роля                         | Режисьор             |
| ------ | --------------------------------- | ---------------------- | ---------------------------- | -------------------- |
| 1929   | Случаят с убийството на канарчето | The Canary Murder Case | Файло Венс                   |                      |
| 1932   | Голямо напрежение                 | High Pressure          | Гар Еванс                    |                      |
| 1934   | Кльощавият                        | The Thin Man           | Ник Чарлс                    | номинация за „Оскар“ |
| 1935   | Среднощна звезда                  | Star of Midnight       | Клей Далзел                  |                      |
| 1936   | Великият Зигфелд                  | The Great Ziegfeld     | Флорънс Зигфелд              | Робърт Леонард       |
| 1936   | Моят иконом Годфри                | My Man Godfrey         | Годфри Парк                  | номинация за „Оскар“ |
| 1936   | След кльощавия                    | After the Thin Man     | Ник Чарлс                    |                      |
| 1939   | Още един кльощав                  | Another Thin Man       | Ник Чарлс                    |                      |
| 1940   | Отново те обичам                  | I Love You Again       | Лаурънс Уилсън / Джордж Кери |                      |
| 1941   | Сянката на кльощавия              | Shadow of the Thin Man | Ник Чарлс                    |                      |
| 1947   | Живот с татко                     | Life with Father       | Кларънс Дей                  | номинация за „Оскар“ |
| 1955   | Господин Робъртс                  | Mister Roberts         | лейтенант Док                |                      |